# Phlyaria chibonotana
Phlyaria chibonotana är en fjärilsart som beskrevs av Aurivillius 1910. Phlyaria chibonotana ingår i släktet Phlyaria och familjen juvelvingar. Inga underarter finns listade i Catalogue of Life.